# Kasteelcross
De Kasteelcross is een veldrijwedstrijd die sinds 1987 jaarlijks wordt georganiseerd in de Belgische gemeente Zonnebeke.

## Erelijst

### Mannen elite
| Datum      | Klassement  | Cat. | Winnaar                            | Tweede                             | Derde                              |
| ---------- | ----------- | ---- | ---------------------------------- | ---------------------------------- | ---------------------------------- |
| 20/01/2024 | Exact Cross | C2   | Michael Vanthourenhout             | Gianni Vermeersch                  | Tim Merlier                        |
| 21/01/2023 | Exact Cross | C2   | Tim Merlier                        | Ryan Kamp                          | David van der Poel                 |
| 15/01/2022 | Losse cross | C2   | Afgelast vanwege de coronapandemie | Afgelast vanwege de coronapandemie | Afgelast vanwege de coronapandemie |
| 23/12/2020 | Losse cross | C2   | Afgelast vanwege de coronapandemie | Afgelast vanwege de coronapandemie | Afgelast vanwege de coronapandemie |
| 25/01/2020 | Losse cross | C2   | Mathieu van der Poel               | Wout van Aert                      | Jens Adams                         |
| 26/01/2019 | Losse cross | C2   | Kevin Pauwels                      | Tom Pidcock                        | Diether Sweeck                     |
| 20/01/2018 | Losse cross | C2   | Wietse Bosmans                     | Diether Sweeck                     | Klaas Vantornout                   |
| 21/01/2017 | Losse cross | C2   | Wietse Bosmans                     | Vincent Baestaens                  | Michael Vanthourenhout             |
| 16/01/2016 | Losse cross | C2   | Mathieu van der Poel               | Rob Peeters                        | Diether Sweeck                     |
| 17/01/2015 | Losse cross | C2   | Wout van Aert                      | Klaas Vantornout                   | Tim Merlier                        |
| 18/01/2014 | Losse cross | C2   | Sven Nys                           | Tom Meeusen                        | Diether Sweeck                     |
| 19/01/2013 | Losse cross | C2   | Tom Meeusen                        | Julien Taramarcaz                  | Sven Vanthourenhout                |
| 21/01/2012 | Losse cross | C2   | Rob Peeters                        | Dieter Vanthourenhout              | Sven Vanthourenhout                |
| 22/01/2011 | Losse cross | C2   | Rob Peeters                        | Zdeněk Štybar                      | Sven Nys                           |
| 23/01/2010 | Losse cross | C2   | Sven Nys                           | Dieter Vanthourenhout              | Bart Wellens                       |
| 24/01/2009 | Losse cross | C2   | Jan Denuwelaere                    | Kenneth Van Compernolle            | Jan Soetens                        |
| 19/01/2008 | Losse cross | C2   | Bart Wellens                       | Sven Vanthourenhout                | Jan Soetens                        |
| 20/01/2007 | Losse cross | C2   | Sven Vanthourenhout                | Enrico Franzoi                     | David Willemsens                   |
| 21/01/2006 | Losse cross | C2   | Sven Vanthourenhout                | Jan Verstraeten                    | David Willemsens                   |
| 22/01/2005 | Losse cross | C2   | Sven Vanthourenhout                | Tim Van Nuffel                     | Niels Albert                       |
| 24/01/2004 | Losse cross | C2   | Tom Vannoppen                      | Maxim Lefebvre                     | Peter Van Santvliet                |
| 25/01/2003 | Losse cross | C2   | Sven Vanthourenhout                | Bart Wellens                       | Tom Vannoppen                      |
| 22/12/2001 | Losse cross | C2   | Mario De Clercq                    | Ben Berden                         | Sven Vanthourenhout                |
| 23/12/2000 | Losse cross |      | Richard Groenendaal                | Marc Janssens                      | Peter Willemsens                   |
| 13/11/1999 | Losse cross |      | Sven Nys                           | Mario De Clercq                    | David Willemsens                   |
| 14/11/1998 | Losse cross |      | Mario De Clercq                    | Sven Nys                           | Peter Willemsens                   |
| 15/11/1997 | Losse cross |      | Marc Janssens                      | Peter Willemsens                   | Radomír Šimůnek sr.                |
| 10/11/1996 | Losse cross |      | Paul Herygers                      | Alex Moonen                        | Bjorn Rondelez                     |
| 03/12/1995 | Losse cross |      | Paul Herygers                      | Danny De Bie                       | Erwin Vervecken                    |
| 1994       | Losse cross |      | Paul Herygers                      | Danny De Bie                       | Erwin Vervecken                    |
| 1993       | Losse cross |      | Paul Herygers                      | Danny De Bie                       | Filip Van Luchem                   |
| 1992       | Losse cross |      | Paul Herygers                      | Geert De Vlaeminck                 | Geert Vandaele                     |
| 1991       | Losse cross |      | Peter Willemsens                   | Ronny De Vos                       | Ronny Poelvoorde                   |
| 1990       | Losse cross |      | Ludo De Rey                        | Guy Van Dijck                      | Geert Vandaele                     |
| 1989       | Losse cross |      | Guy Vandijck                       | Yvan Messelis                      | Benjamin Van Itterbeeck            |
| 1988       | Losse cross |      | Johan Ghyllebert                   | Ronny Poelvoorde                   | Rony De Vos                        |
| 1987       | Losse cross |      | Johan Ghyllebert                   | Eric De Bruyne                     | Marc Vandevivere                   |

### Vrouwen elite
| Datum      | Klassement  | Cat. | Winnaar                            | Tweede                             | Derde                              |
| ---------- | ----------- | ---- | ---------------------------------- | ---------------------------------- | ---------------------------------- |
| 20/01/2024 | Exact Cross | C2   | Marion Norbert Riberolle           | Larissa Hartog                     | Clara Honsinger                    |
| 21/01/2023 | Exact Cross | C2   | Denise Betsema                     | Marion Norbert-Riberolle           | Austin Killips                     |
| 15/01/2022 | Losse cross | C2   | Afgelast vanwege de coronapandemie | Afgelast vanwege de coronapandemie | Afgelast vanwege de coronapandemie |
| 23/12/2020 | Losse cross | C2   | Afgelast vanwege de coronapandemie | Afgelast vanwege de coronapandemie | Afgelast vanwege de coronapandemie |
| 25/01/2020 | Losse cross | C2   | Christine Majerus                  | Denise Betsema                     | Ellen Van Loy                      |
| 26/01/2019 | Losse cross | C2   | Loes Sels                          | Kateřina Nash                      | Christine Majerus                  |
| 20/01/2018 | Losse cross | C2   | Thalita de Jong                    | Loes Sels                          | Ellen Van Loy                      |
| 21/01/2017 | Losse cross | C2   | Thalita de Jong                    | Christine Majerus                  | Ellen Van Loy                      |
| 16/01/2016 | Losse cross | C2   | Jolien Verschueren                 | Loes Sels                          | Maud Kaptheijns                    |

Seizoen 2024-2025

 be-Mine Cross, Beringen (2019-heden) ·  Cyclocross Essen (2018-heden) ·  Internationale Cyclocross Heerderstrand, Heerde (2024-heden) ·  Urban Cross, Kortrijk (2024-heden) ·  Azencross, Loenhout (2022-heden) ·  Parkcross, Maldegem (2017-2020, 2022, 2024-heden) ·  Waaslandcross, Sint-Niklaas (2021-heden) 

Voormalig

 Kasteelcross, Zonnebeke (2023-2024) ·  Zilvermeercross, Mol (2022-2023) ·  Polderscross, Kruibeke (2016-2017, 2019-2022) ·  Berencross, Meulebeke (2016-2019, 2021-2022) ·  Rapencross, Lokeren (2018, 2020-2021) ·  Versluys Cyclocross, Bredene (2016-2021) ·  Stellacross, Leuven (2020-2021)·  Grote Prijs Stad Eeklo (2017, 2019-2020) ·  Vestingcross, Hulst (2017-2020) ·  GP Mario De Clercq, Ronse (2018) ·  Muur van Geraardsbergen (2016, 2018)